# Tupelo Honey (Nederlandse rockband)
Tupelo Honey was een Nederlandse rockband uit Helmond die actief was van 1992 tot 1996. De naam is afkomstig van het lied Tupelo honey van Van Morrison. De band bestond uit zanger Martien van Bergen, gitaristen René Cornelissen en Veetje, bassist Geert Leenders en drummer Maarten van de Kerkhof. Van Bergen was de songwriter.

## Geschiedenis
De band werd in 1992 opgericht door zanger/componist Martien van Bergen. In een kraakpand nam de band een demo op die in eigen beheer op vinyl uitgebracht werd. In 1993 bracht Tupelo Honey het titelloze debuutalbum uit. Kant A moest afgespeeld worden op 33 toeren en kant B op 45 toeren. De van het album afkomstige single My mind belandde op de derde plaats in de tipparade. De plaat bleef niet onopgemerkt en de band kreeg een platencontract bij het Britse label Silvertone Records. De eerder genoemde mini-lp werd met toevoeging van twee extra nummers op dit label uitgebracht op cd.
In 1995 kwam het tweede album Out of the nursery, into the night uit. Het album werd op 10 maart dat jaar gepresenteerd in de Effenaar te Eindhoven. De cd verscheen wereldwijd, maar de verkoopcijfers vielen tegen. Het album kreeg gemengde recensies. De band speelde naar aanleiding van het mini-album en de singles My mind en Foul is fair als hoofdprogramma en voorprogramma op Nederlandse en Belgische podia. Daarnaast stond Tupelo Honey op verschillende festivals zoals het Metropolis Festival in Rotterdam en in Groningen op Noorderslag. Het Britse popblad NME vergeleek Tupelo Honey naar aanleiding van hun optreden op Noorderslag '94 met Ozric Tentacles.
Eind 1995 besloot de band ermee te stoppen. De jaren daarna doken de bandleden op bij andere bands en projecten, terwijl zanger Martien van Bergen verder ging als solo-artiest onder de naam Blimey!.

## Discografie

### Albums
- Tupelo honey, 1993 (mini-lp)
- Out of the nursery, into the night, 1995

### Singles
- My mind, 1993
- Foul is fair, 1994
- Frozen rain, 1995